# Andrés Tornos y Alonso
Andrés Tornos y Alonso (Madrid, 30 de septiembre de 1854-Madrid, 28 de noviembre de 1926) fue un jurista español que ocupó la presidencia del Tribunal Supremo entre 1924 y 1926.

## Biografía
Tras ejercer como juez y magistrado se convirtió en miembro del Tribunal Supremo, siendo teniente fiscal y, posteriormente, llegando a presidente de Sala. El 2 de agosto de 1924 fue nombrado presidente del órgano mencionado, cargo que ocupó hasta su fallecimiento.
También presidió la sección tercera de la Comisión General de Codificación, el Consejo Judicial y la Asociación Mutuobenéfica de las carreras judicial y fiscal.
Fue caballero gran cruz de la Orden de Carlos III y caballero gran cruz de la Orden de Isabel la Católica.
| Predecesor: Buenaventura Muñoz Rodríguez | Presidente del Tribunal Supremo 1924 - 1926 | Sucesor: Rafael Bermejo Ceballos-Escalera |